# Rue Simon-le-Franc
La rue Simon-le-Franc est située dans le quartier du Marais, dans le 4e arrondissement de Paris (quartier administratif Saint-Merri).

## Situation et accès
La rue Simon-le-Franc, d'une longueur de 96 mètres, est située dans le 4e arrondissement, quartier Saint-Merri, et commence au 45, rue du Temple et finit au 26, rue du Renard et au 2, rue Beaubourg.
La station de métro la plus proche est Rambuteau sur la ligne 11.

## Origine du nom
Cette rue doit vraisemblablement son nom à un bourgeois de Paris et propriétaire, habitant cette voie, Simon Franque, qui serait mort avant 1211,.

## Historique
Selon le cartulaire du prieuré Saint-Éloi de Paris, dépendant de l'abbaye de Saint-Maur-des-Fossés, datant de 1237, cette rue existait déjà et portait son nom actuel.
Elle est citée dans Le Dit des rues de Paris, de Guillot de Paris, sous la forme de « rue Symon-le-Franc ».
En 1350, elle est appelée « rue Simon-le-Franc ».
Elle est citée sous le nom de « rue Simon le franc » dans un manuscrit de 1636 dont le procès-verbal de visite, en date du 22 avril 1636, indique : « pleine de boues et d'immundices ».
Une décision ministérielle du 13 vendémiaire an X (5 octobre 1801) signée Chaptal fixe la moindre largeur de cette voie publique à 8 mètres. Sa moindre largeur est portée à 10 mètres, en vertu d'une ordonnance royale du 16 mai.
Au XIXe siècle, cette rue, d'une longueur de 147 mètres, qui était située dans l'ancien 7e arrondissement, quartier Sainte-Avoye, commençait aux 25-27, rue Sainte-Avoie et finissait au 16, rue du Poirier et au 2, rue Beaubourg. Les numéros de la rue étaient rouges.
Le dernier numéro impair était le no 35 et le dernier numéro pair était le no 22.
À une époque non déterminée, la voie est appelée « rue aux Cinges ». L’historien Gustave Pessard fait remarquer qu’une ancienne plaque murale, portant ce nom, se voyait à l’angle de la rue du Temple, à la fin du XIXe siècle.
En 1890, elle absorbe la rue Maubuée qui était dans son prolongement, jusqu'à la rue Saint-Martin. 
La rue Simon-le-Franc est mentionnée dans le poème de Guillaume Apollinaire Le Musicien de Saint-Merry, du recueil Calligrammes sorti en 1918. 
La moitié occidentale de la rue, entre la rue Saint-Martin et la rue Beaubourg, disparait lors de la destruction de l'îlot insalubre no 1 en 1936. Rien n'y est alors construit, le terrain sert de parc de stationnement sous le nom de plateau Beaubourg pendant trente-cinq ans. Le tronçon de la rue Simon-Le-Franc à l'ouest de la rue Beaubourg, y compris l'ancienne rue Maubuée, est officiellement déclassé par arrêté du 13 août 1971. De 1972 à 1977, le Centre national d'art et de culture Georges-Pompidou et la place Georges-Pompidou sont aménagés à cet emplacement.
En septembre 2007 s'est ouvert, au no 9, un centre d'animation, le Pôle Simon-le-Franc, géré par la Fédération des MJC d'Île-de-France pour la mairie du 4e arrondissement de Paris.

## Bâtiments remarquables et lieux de mémoire
- L'enseigne À la Biche, située au no 59 (à l'angle avec la rue Saint-Martin), a fait l'objet d'une inscription au titre des monuments historiques par arrêté du 24 mars 1928[7]. L'immeuble a été démoli dans la résorption de l'îlot insalubre no 1.